# Катастрофа Fairchild F-27 под Сан-Рамоном
Катастрофа Fairchild F-27 под Сан-Рамоном — авиационная катастрофа, произошедшая ранним утром в четверг 7 мая 1964 года к востоку от Сан-Рамона (штат Калифорния). Пассажирский самолёт Fairchild F-27A американской авиакомпании Pacific Air Lines вылетел из Стоктона в Сан-Франциско, и спустя десять минут резко перешёл в отвесное падение и врезался в землю. Погибло 44 человека. Причиной катастрофы стало убийство-самоубийство одного из пассажиров, который застрелил пилотов, а затем направил самолёт к земле.

## Самолёт
Fairchild F-27A с регистрационным номером N2770R (заводской — 036) был выпущен 19 февраля 1959 года, а 24 февраля приобретён американской авиакомпанией Pacific Air Lines. Наработка лайнера на момент покупки составляла 24 часа 30 минут. Был оборудован двумя турбовинтовыми двигателями Rolls-Royce RDA7MK-528, оснащёнными четырёхлопастными воздушными винтами Rotol R193/4/30-4/50. Наработка борта N2770R перед вылетом в роковой рейс составляла 10 252 часа 17 минут, в том числе 14 часов 51 минуту от последней проверки, которая была выполнена 3 мая.

## Экипаж
- Командир воздушного судна — 52-летний Эрнест Э. Кларк (англ. Ernest A. Clark). Имел квалификацию пилота многомоторных самолётов, в том числе Douglas DC-3, Martin 2-0-2/4-0-4 и Fairchild F-27; квалификацию на последний получил 10 марта 1959 года. Его общий налёт составлял 20 434 часа 12 минут, в том числе 2793 часа 40 минут на самолётах Fairchild F-27[2].
- Второй пилот — 31-летний Рэй Э. Андресс (англ. Ray E. Andress). Квалификацию пилота Fairchild F-27 получил 15 апреля 1959 года. Его общий налёт составлял 6640 часов 41 минуту, в том числе 988 часов 17 минут на самолётах Fairchild F-27[2].
- Стюардесса — 30-летняя Мэджори Э. Шафер (англ. Majorie E. Schafer)[2].

## Катастрофа
6 мая борт N2770R, выполняя рейс 756 из Сан-Франциско (штат Калифорния) в 19:40, приземлился в Рино (штат Невада). Здесь на борт залили 264 галлона авиакеросина, а общий запас топлива теперь составлял 754 галлона. Утром следующего дня, 7 мая, началась подготовка для выполнения рейса 773 по маршруту Рино—Стоктон—Сан-Франциско. Отъехав от перрона, экипаж получил разрешение на полёт по приборам в Стоктон на высоте 14 000 футов (4300 м). В 05:54 с 33 пассажирами и 3 членами экипажа на борту «Фэирчайлд» вылетел в Стоктон.
Полёт на этом этапе прошёл без отклонений и в 06:28 рейс 773 приземлился в Стоктоне. Стоянка здесь была короткой, поэтому экипаж остановил лишь левый двигатель, а правый продолжал работать. Здесь сошли двое пассажиров, а вместо них в салоне разместились десять новых. В кабине при этом по-прежнему оставались два пилота. Запас топлива был достаточным для полёта в Сан-Франциско, а потому дозаправка не производилась. Из замечаний по самолёту, согласно найденному позже на месте катастрофы бортовому журналу, были только «Низкое давление кислорода» и «Колебания давления в кабине», то есть лайнер был пригоден для выполнения полёта. Вес и центровка находились в пределах установленного.
Диспетчер взлёта и посадки выдал разрешение на визуальный полёт в Сан-Франциско с сохранением высоты 6000 футов (1800 м), после чего в 06:38 с 41 пассажиром и 3 членами экипажа на борту авиалайнер поднялся в воздух. Вскоре экипаж доложил о прохождении высоты 2000 футов (610 м), на что диспетчер в Стоктоне дал указание переходить на связь с Оклендским центром управления воздушным движением на частоте 124,4 МГц. После установления связи с Оклендом рейс 773 получил разрешение подниматься и занимать пока высоту 5000 футов (1500 м). В 06:43 самолёт находился на удалении 6 миль (9,7 км), когда в Оклендском центре его засветку определили на экране радиолокатора, а экипаж доложил о занятии высоты 5000 футов.
В 06:45:10 диспетчер в Окленде велел рейсу 773 выполнить левый поворот на курс 235°, чтобы выйти на вектор к Сан-Франциско. В 06:46:49 диспетчер в «Окленд—центр» дал указания по переходу на связь с «Окленд—подход», что и было выполнено. На экране радиолокатора засветка самолёта в это время наблюдалась на 3 мили (4,8 км) к юго-востоку от пересечения «Алтамонт». 06:47:53 был совершён переход на связь уже с диспетчером контроля в Окленде, после чего экипаж получил настройку давления на барометрических высотомерах, а также, что сообщения искажаются. На это в 06:48:09 с самолёта доложили: Понял, как вы слышите сейчас?. В ответ диспетчер подхода сообщил: Да всё по-прежнему… смахивает на перемодуляцию.
Сразу после этого радиообмена в 06:48:15 диспетчер подхода услышал сообщение, которое не смог разобрать. Впоследствии экспертиза смогла расшифровать эту передачу, которая, как оказалось, была сделана с борта N2770R. Сообщение было сделано вторым пилотом Андрессом: Командир застрелен. Нас расстреливают. Попробуйте помочь. А на заднем плане при этом был слышен звук выстрела. Затем засветка рейса 773, находясь в 18½ морских милях (34 км) от Оклендского аэропорта, вдруг стала слабой, а потом и вовсе исчезла с радиолокаторов. Диспетчер попытался связаться с пропавшим самолётом, но все попытки оказались безрезультатными. Рядом находился рейс 593 авиакомпании United Air Lines, у которого диспетчер спросил, видит ли тот рейс 773, однако ответ был отрицательным. Но в 06:51:20 с самолёта United доложили: Видим облако чёрного дыма, пробивающееся сквозь облака на… три—тридцать четыре часа относительно нас сейчас. Похоже на горение нефти или бензина. В 07:20 диспетчеры в Окленде узнали, что борт N2770R разбился.
Небо было затянуто облаками, но видимость была хорошей. Согласно показаниям очевидцев, лайнер перед происшествием следовал в западном направлении, когда вдруг резко опустил нос и помчался вниз, при этом также был слышен шум изменения работы двигателей. Затем «Фэирчайлд» с курсом 245° врезался в склон крутизной 25,2° под относительным углом 90,2° в точке с координатами 37°45′34″ с. ш. 121°52′24″ з. д. и в пяти километрах к востоку от Сан-Рамона. Все 44 человека на борту погибли, что на то время делало данную катастрофу крупнейшей с участием Fairchild F-27. Удар самолёта о землю был зафиксирован сейсмографами в двух с половиной милях (4 км) к югу от места происшествия, в пригороде Дублин, что позволило определить время катастрофы — 06:49:25,5.

## Расследование

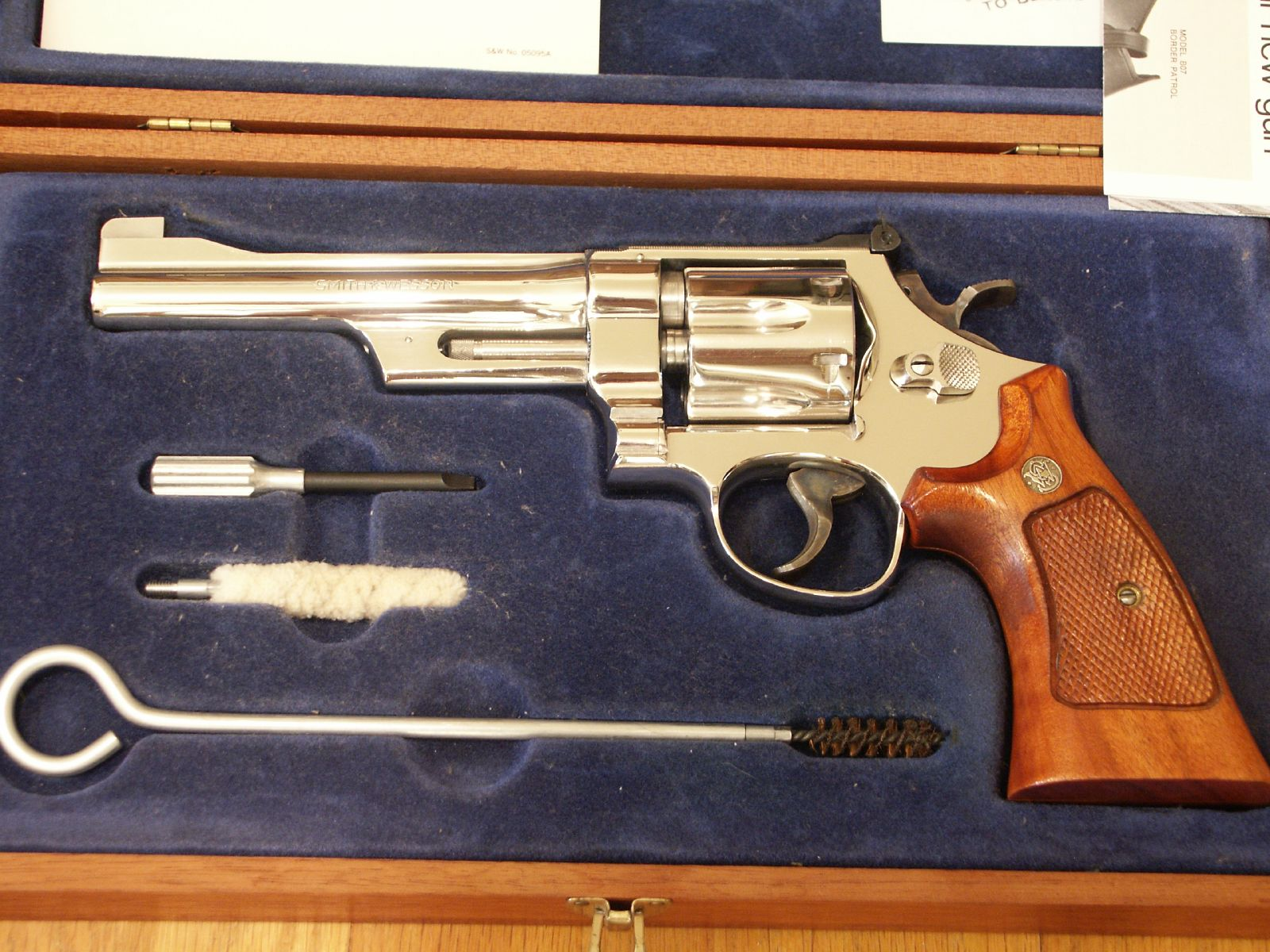
Револьвер 27-й модели

Как показало изучение обломков, в момент удара рули высоты были отклонены вниз на 3°, также был отклонён и стабилизатор. Левый двигатель при этом практически не вращался, тогда как правый вращался с повышенной частотой — около 13 000 оборотов в минуту. Никаких признаков отказов систем до удара о землю обнаружить не удалось.
Передняя часть фюзеляжа разрушилась на мелкие части, самая большая из которых имела площадь 8 квадратных дюймов. Но всё же удалось восстановить спинку сидения командира, в трубчатом каркасе которого имелись углубления с серебристыми металлическими «мазками». Проведённая Федеральным бюро расследований экспертиза этого металла показала, что в его состав входили свинец и сурьма. Был сделан вывод, что металлические мазки появились от попаданий пуль, а вскоре среди обломков обнаружили револьвер Smith & Wesson Model 27 калибра .357 Magnum заводской номер S210645, у которого весь барабан был опустошён. У револьвера была сломана рама, застрял цилиндр и потерялась рукоять, но зато в его конструкции нашли части человеческой плоти. Вскоре был установлен владелец оружия, которым оказался один из пассажиров — 27-летний филиппинец Франсиско Паула Гонсалес (англ. Francisco Paula Gonzales).

### Франсиско Паула Гонсалес
Франсиско Паула Гонсалес родился в 1936 году в Маниле (Филиппины), а в 1960 году он в составе филиппинской сборной участвовал в парусных гонках на летних Олимпийских играх в Риме (Италия), где в классе «Дракон» занял 24-е место. Вскоре после Олимпийских игр Гонсалес перебрался в Сан-Франциско (США). Но спустя четыре года у него начались проблемы, в том числе у него появились крупные долги, а его жена грозилась уйти от него.
5 мая, за пару дней до катастрофы, Франсиско проанализировал свои финансы и понял, что ползарплаты он отдаёт на выплату кредитов. В сочетании с другими обстоятельствами это настолько расстроило бывшего спортсмена, что он проплакал весь день. На следующий день Гонсалес сказал друзьям, что умрёт сегодня или завтра, после чего вечером купил пистолет с боеприпасами. Также он приобрёл два страховых полиса на общую сумму $ 105 000, а получателем страховых выплат была указана его жена. Прибыв в аэропорт Сан-Франциско в сопровождении друзей, Гонсалес показал одному из них находящийся в пакете пистолет и сказал, что его он приобрёл для себя, после чего сел на самолёт компании Pacific Air Lines, заняв место позади кабины пилотов, а затем прилетел в Рино. Всю ночь в городе Франсиско посещал различные игорные заведения, проматывая свои сбережения. Когда кто-то из сотрудников спросил, почему он так легкомысленно тратит деньги, Гонсалес ответил, что ему без разницы, что будет послезавтра. Некоторые очевидцы, которые видели Гонсалеса в казино, отмечали, что на его одежде была заметная выпуклость, а дворник возле одного из игорных заведений обнаружил в мусорном контейнере картонную коробку от револьвера.
Утром 7 мая Франсиско Гонсалес сел на рейс 773 авиакомпании Pacific Air Lines до Сан-Франциско. Первый этап полёта прошёл без отклонений, после чего в 06:38 лайнер вылетел из Стоктона. Спустя 10 минут, когда самолёт следовал на высоте 5000 футов (1500 м) по магнитному курсу 230° и с воздушной скоростью 213 узлов, возможно, что Гонсалес пришёл в кабину, после чего застрелил командира. Второй пилот в 06:48:15 попытался сообщить диспетчеру о случившемся, но также был застрелен. Далее штурвалы были отклонены «от себя», направив лайнер вниз. Потеряв за 22 с половиной секунды почти 3000 футов (около 900 м), с вертикальной скоростью около 9000 футов (2700 м) в минуту и приборной 335 узлов борт N2770R на высоте 2100 футов (640 м) кратковременно перешёл в набор высоты с вертикальной скоростью 4400 футов (1300 м) в минуту, поднявшись за 15 секунд до 3200 футов (980 м), при этом замедлившись до 265 узлов и изменив курс на 285. Далее машина вновь опустила нос и в 06:49:25 врезалась в землю, убив всех, кто ещё был жив. Сам Франсиско, как удалось определить, перед этим успел застрелиться.

## Причина
28 октября 1964 года был опубликован итоговый отчёт о расследовании катастрофы рейса 773, в котором причиной был назван расстрел пилотов одним из пассажиров.

## Последствия
Катастрофа близ Сан-Рамона показала всю опасность свободного доступа пассажиров в кабину пилотов, хотя о ней предупреждали и раньше. В результате были введены правила, обязывающие запирать дверь из салона в пилотскую кабину, за исключением разве что воздушных судов, у которых эта дверь играет роль аварийного выхода, как на Fairchild F-27.

### Комментарии
1. ↑  Здесь и далее по умолчанию указано Тихоокеанское время (PST).